# Naturschutzgebiet Ruhraue (Kreis Soest)

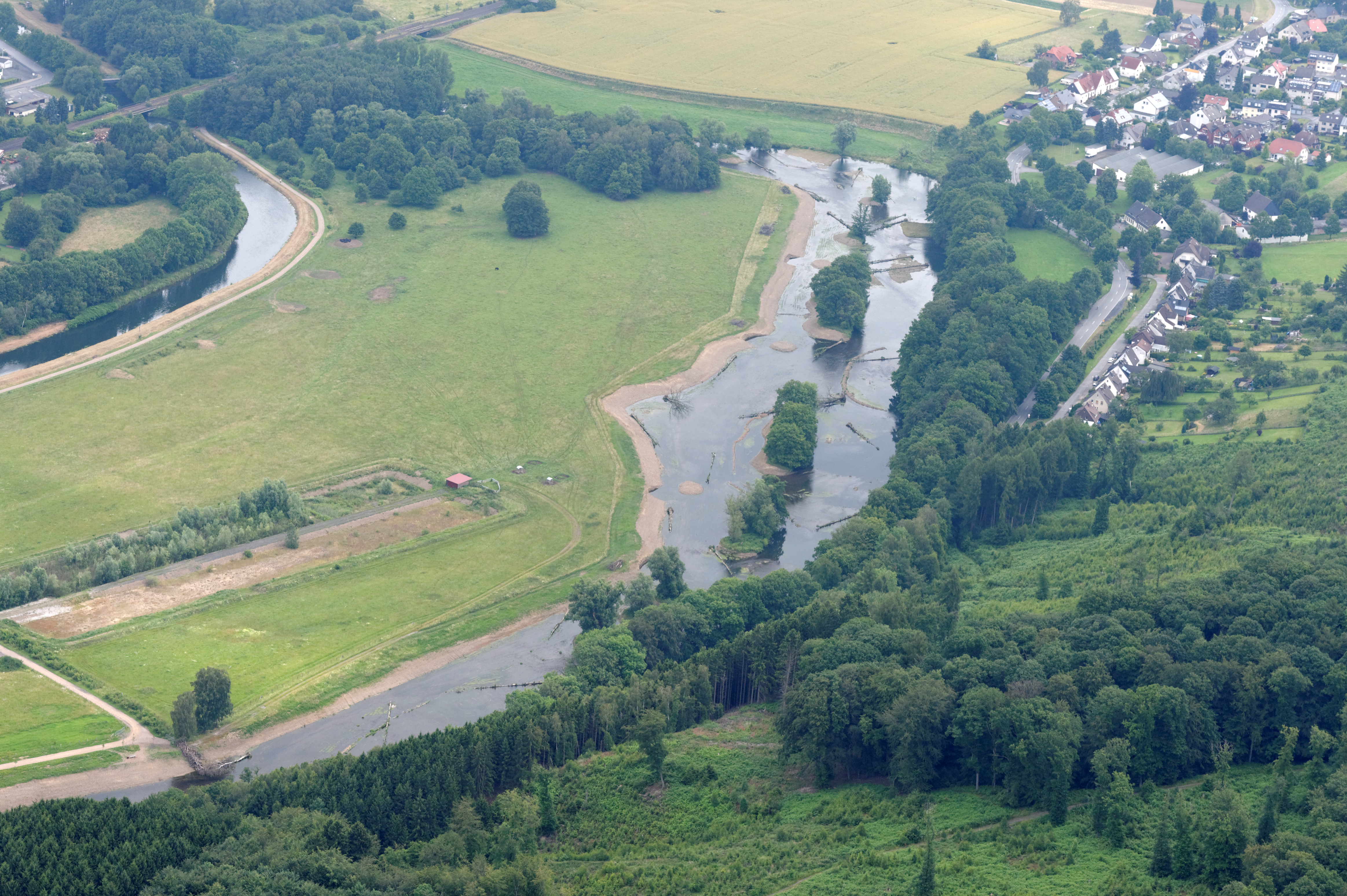
Renaturierungen bei Echthausen

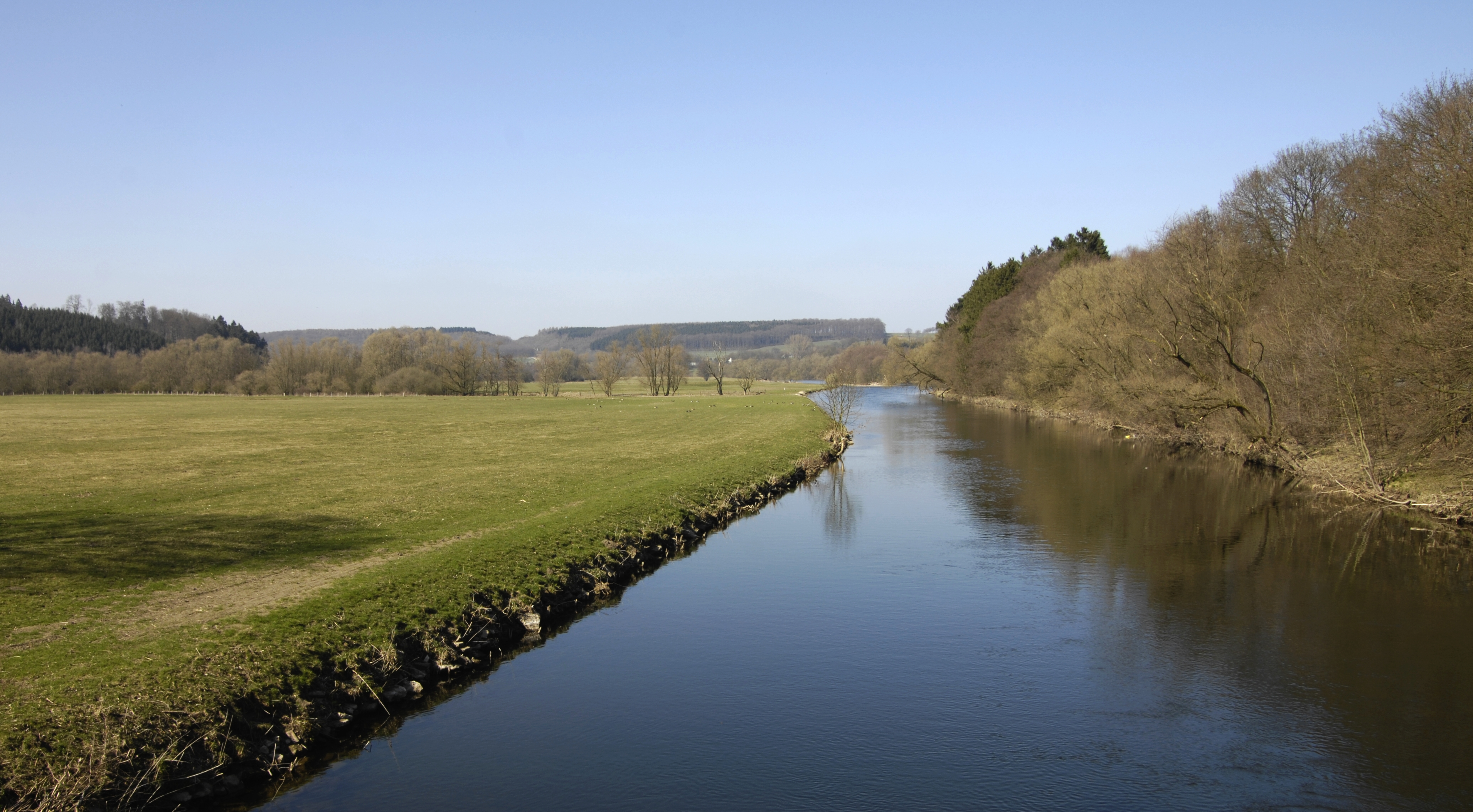
Blick ins Naturschutzgebiet Ruhraue bei Hüninngen

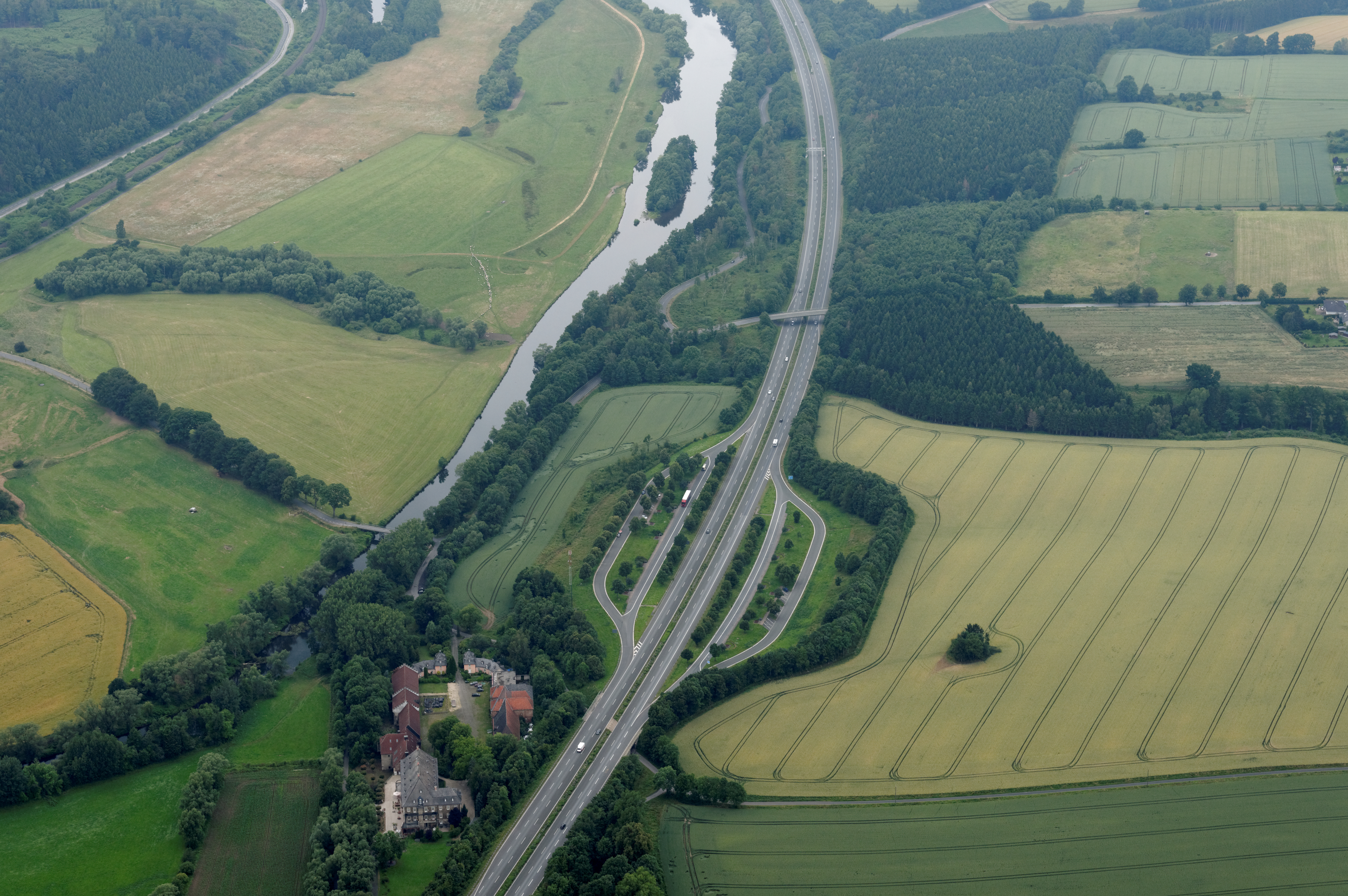
Teil des Naturschutzgebietes Ruhraue (Flächen links der Ruhr)

Das Naturschutzgebiet Ruhraue (Kreis Soest) ist ein 370 ha großes Naturschutzgebiet (NSG) auf den Gemeindegebieten von Wickede und Ense im Kreis Soest in Nordrhein-Westfalen. Teile des Gebietes wurden 1985 von der Bezirksregierung Arnsberg per Verordnung als NSG ausgewiesen. Das NSG wurde 2006 vom Kreistag des Kreises Soest in der heutigen Größe mit dem Landschaftsplan Ense-Wickede ausgewiesen. Das NSG grenzt im Westen und im Süden direkt an die Kreisgrenze. Auf dem Gemeindegebiet von Fröndenberg im Kreis Unna grenzt im Westen direkt das Naturschutzgebiet Obergraben westlich Wickede an. Auf dem Stadtgebiet von Arnsberg im Hochsauerlandkreis grenzt im Süden direkt das Naturschutzgebiet Ruhrtal an. Das NSG ist teilweise 2004 als Teil des FFH-Gebietes Ruhr (Nr. DE-4614-303) mit 525 ha Größe bzw. als Teil des FFH-Gebietes Ruhrstau bei Echthausen (Nr. DE-4413-301) mit 110 ha ausgewiesen worden. Der Großteil des NSG liegt auf dem Gemeindegebiet von Wickede.

## Gebietsbeschreibung
Bei dem NSG handelt es sich um die Ruhr und deren Aue im Gemeindegebiet von Wickede. Die Ruhr stellt sich hier mit ihren auentypischen Elementen als überregional bedeutsamen Lebensraum seltener und gefährdeter sowie landschaftsraumtypischer Tier- und Pflanzenarten dar. Das NSG dient insbesondere als Brut-, Rast- und Überwinterungsraum für an Wasser gebundene Vogelarten. Der gesamten Ruhraue kommt aufgrund ihres Arteninventars, ihrer strukturellen Vielfalt und ihrer naturnahen Lebensräume eine sehr hohe Bedeutung für den Biotopverbund zu. 
Im NSG wurden Arten wie Kammmolch, Bachneunauge, Groppe und Teichfledermaus nachgewiesen. Vom Anhang II der FFH-Richtlinie wurde u. a. die folgenden Vogelarten gefunden: Eisvogel, Uferschwalbe, Flussregenpfeifer, Teichrohrsänger, Wiesenpieper, Wasserralle und Zwergtaucher.

## Spezielle Regelungen für Fischerei und Jagd
Im NSG gibt es wegen der Bedeutung als Brut-, Rast- und Überwinterungsgebiet für Wasservögel spezielle Regelungen für Fischerei und Jagd. Die Ausübung der Fischerei ist nur in bestimmten Bereichen und Zeiten erlaubt.
Im NSG sind Gesellschaftsjagden in der Zeit vom 1. Januar bis 15. Oktober verboten. Die Ansitz- und Pirschjagd ist in der Zeit vom 1. Januar bis 30. Juni im Uferbereich der Ruhr verboten. Die Fallenjagd ist nur auf Bisamratte erlaubt. Die Ausbildung oder Prüfung von Jagdhunden ist im NSG verboten. Die Jagd auf Wasservögel ist in Kernzonen des Naturschutzgebietes verboten. Vom Verbot der Wasservögel ist die Stockente ausgenommen. Die Stockente darf bei der Gesellschaftsjagd und an insgesamt 6 Abenden, zu verschiedenen Zeiten je nach Kernzone, gejagt werden. Im unmittelbaren Uferbereich der Ruhr ist die Jagd auf Stockenten im NSG ganzjährig verboten.

## Schutzzweck
Das NSG soll Ruhr und die Aue mit ihrem Arteninventar schützen. Wie bei allen Naturschutzgebieten in Deutschland wurde in der Schutzausweisung darauf hingewiesen, dass das Gebiet „wegen der Seltenheit, besonderen Eigenart und Schönheit des Gebietes“ zum Naturschutzgebiet erklärt wurde. 